# Eat the Heat
Eat the Heat is het achtste studioalbum van de Duitse heavymetalband Accept. 
Dit album klonk duidelijk anders. De reden hiertoe was dat niet Udo Dirkschneider maar David Reece de zang op zich nam. Het werd door de fans met gemengde gevoelens ontvangen. Velen misten namelijk de karakteristieke zangstijl van Dirkschneider en vonden het album te soft. Een kleine groep fans echter, vonden het album een van de betere werken van Accept.

## Nummers
1. X-T-C (4:26)
2. Generation Clash (6:23)
3. Chain Reaction (4:39)
4. Love Sensation (4:43)
5. Turn the Wheel (5:25)
6. Hellhammer (5:30)
7. Prisoner (4:50)
8. I Can't Believe in You (4:48)
9. Mistreated (8:54)
10. Stand 4 What U R (4:06)
11. Break the Ice (4:12)
12. D-Train (4:25)

## Bezetting
- David Reece - zang
- Wolf Hoffmann - gitaar
- Jim Stacey - gitaar
- Peter Baltes - basgitaar
- Stefan Kaufmann - drums